# Sylwia Matysik
Sylwia Matysik, född den 20 maj 1997, är en polsk fotbollsspelare.
Sylwia Matysik inledde sin seniorkarriär med spel i KKPK Medyk Konin år 2013. Hon har även spelat för KŚ AZS Wrocław och GKS Górnik Łęczna innan hon 2020 kontrakterades av Bayer 04 Leverkusen för att 2024 värvas av 1. FC Köln. Hon har även representerat det polska damlandslaget där hon debuterade år 2015.